# Milt Schaffer
Milt Schaffer aussi orthographié Milt Schaefer ou Milt Schaeffer était un animateur et scénariste américain ayant travaillé pour les studios Disney et Walter Lantz Productions.

## Filmographie

### Comme Animateur
- 1934 : The Hot Chocolate Soldiers
- 1935 : Le Lièvre et la Tortue
- 1935 : Carnaval des gâteaux
- 1936 : Elmer l'éléphant
- 1936 : Cousin de campagne
- 1937 : Don Donald
- 1938 : Moth and the Flame
- 1938 : Chasseurs de baleines
- 1938 : Le Brave Petit Tailleur
- 1939 : Pique-nique sur la plage

### Comme Scénariste
- 1943 : Egg Cracker Suite

- 1947 : Pluto chanteur de charme
- 1948 : Pluto's Fledgling
- 1948 : Mickey et le Phoque
- 1949 : Mickey et Pluto au Mexique
- 1949 : Pluto's Surprise Package
- 1949 : Pluto's Sweater
- 1949 : Pluto et le Bourdon
- 1949 : Sheep Dog
- 1950 : Pluto and the Gopher
- 1950 : Puss Cafe
- 1950 : Automaboule
- 1950 : Pluto joue à la main chaude
- 1950 : Camp Dog
- 1950 : Le petit oiseau va sortir
- 1951 : Dingo et le Lion
- 1951 : Dingo architecte
- 1951 : Guerre froide
- 1951 : On jeûnera demain
- 1951 : Vive la fortune
- 1951 : Papa Dingo
- 1951 : Défense de fumer
- 1952 : Papa, c'est un lion
- 1952 : Hello, aloha
- 1952 : La Fête de Pluto
- 1952 : L'Arbre de Noël de Pluto
- 1953 : L'Art de la danse
- 1953 : Le Nouveau Voisin
- 1953 : Comment dormir en paix
- 1954 : The Lone Chipmunks
- 1954 : Social Lion
- 1954 : Donald visite le Grand Canyon
- 1955 : Donald flotteur de bois
- 1956 : Chips Ahoy